# Дамы в лиловом
«Дамы в лиловом» (англ. Ladies in Lavender) ― британская драма 2004 года, снятая режиссёром Чарльзом Дэнсом. Сценарий основан на рассказе Уильяма Локка 1908 года.

## Сюжет
Отель «Дамы в лиловом» расположен в живописном прибрежном Корнуолле, в сплочённой рыбацкой деревне. Одарённый молодой польский скрипач из Кракова Андреа плывёт в Америку, но его смывает за борт с корабля во время шторма. Когда сёстры Уиддингтон, Джанет и Урсула, обнаруживают красивого незнакомца, выброшенного на берег возле их дома, они начинают ухаживать за ним и тем самым возвращают его к жизни. Однако, присутствие музыкально одарённого молодого человека нарушает мирную жизнь сестёр и общины, в которой они живут.
Художница Ольга Данилоф, сестра знаменитого скрипача Бориса Данилофа, заинтересовалась Андреа, услышав, как он играет на скрипке. Ольга пишет письмо сёстрам, рассказывая им, кто она такая и что хотела бы познакомить своего брата с Андреа. Вместо того чтобы отдать ему письмо, понимая, что у её сестры есть чувства к Андреа, Джанет сжигает его. С течением времени Ольга и Андреа сближаются, и однажды Андреа сердито спорит с сестрами по поводу письма. Андреа, понимая, что Урсула испытывает к нему чувства, извиняется за то, что рассердилась, и они мирятся.
Ольга рассказывает своему брату о таланте Андреа, и он просит встретиться с ним в Лондоне. Когда Андреа встречается с Ольгой, чтобы обсудить письмо от её брата, она говорит ему, что они должны немедленно уехать на поезде, потому что её брат пробудет в Лондоне всего 24 часа. Хотя Андреа глубоко заботится о сёстрах, он знает, что это его шанс начать карьеру, и он уходит с Ольгой, не попрощавшись. Сёстры, обеспокоенные тем, что с ним что-то случилось, звонят другу Андреа, который говорит им, что видел, как он и Ольга садились в поезд. Думая, что она никогда больше его не увидит, Урсула убита горем, а Джанет утешает её, как может. Позже Андреа посылает им письмо вместе с собственным портретом, написанным Ольгой, в котором благодарит их за спасение его жизни. Сестры едут в Лондон на первое публичное выступление Андреа в Великобритании, в то время как остальная часть деревни слушает радио.

## В ролях
- Джуди Денч ― Урсула
- Мэгги Смит ― Джанет
- Наташа Макэлхон ― Ольга
- Мириам Маргулис ― Доркас
- Дэвид Уорнер ― доктор Мид
- Даниэль Брюль ― Андреа
- Тоби Джонс ― Хедли
- Клайв Расселл ― Адам

## Выпуск
Фильм был выпущен в Великобритании 12 ноября 2004 года. Он дебютировал в Северной Америке на кинофестивале Трайбека 23 апреля 2005 года.[6] В США он вышел в ограниченный прокат 29 апреля 2005 года. До выхода в прокат в Великобритании фильм демонстрировался на кинофестивале в Таормине и Международном кинофестивале в Торонто.

## Критика
В своей рецензии для The New York Times критик Стивен Холден написал: Денч и Смит погружаются в свои роли так же легко, как домашние кошки, зарывающиеся в пуховое одеяло в ветреную дождливую ночь… Этот дружелюбно притянутый за уши фильм… предвещает возвращение уюта в кино (в наши дни все более редкого). В этом увядающем, сентиментальном жанре, населенном великими дамами, делающими великие заявления, мир вращается вокруг чая, садоводства и туманных акварельных воспоминаний.
Роджер Эберт из Chicago Sun-Times назвал фильм совершенно милым и цивилизованным… Приятно наблюдать за Смит и Денч вместе. Их игра настолько естественна, что хочется дышать.
В The Guardian Питер Брэдшоу заметил, что несмотря на немного сладких эмоций и финал, который разочаровывает, в режиссёрском дебюте Чарльза Дэнса есть некоторые приятные детали периода и достойные линии, в то время как Филип Френч из The Observer прокомментировал прекрасную обстановку, череду неправдоподобных инцидентов и характерно отличную работу Смит и Денч.
Роберт Элдер из Chicago Tribune присудил фильму две звезды из четырёх возможных и добавил: … импульс режиссёра Дэнса ослабевает вскоре после того, как лодыжка Андреа заживет, и у нас остается смутная предыстория, связанная с намерением Андреа эмигрировать в Америку, хотя тайна того, как он оказался в Корнуолле, так и не раскрывается. Он становится своего рода пустым персонажем, личностью, которой мы можем навязать наше собственное любопытство и эмоции … Какой бы неотразимой и оригинальной ни была эта тема, этого недостаточно, чтобы удержать наше внимание, независимо от того, насколько милы дамы в лиловом.

## Сборы
Фильм собрал 2 604 852 фунта стерлингов (GBP) в Великобритании и 6 765 081 доллар США (в Северной Америке) (при ограниченном выпуске). Его общий валовой сбор по всему миру составил 20 377 075 долларов США (USD).

## Саундтрек
Партитура к фильму была написана Найджелом Хессом и исполнена Джошуа Беллом и Королевским филармоническим оркестром. Хесс получил номинацию на премию Classic BRIT Awards как лучший композитор саундтрека.
Скрипичная музыка, исполняемая Андреа, включая композиции Феликса Мендельсона, Никколо Паганини, Жюля Массне, Клода Дебюсси, Пабло де Сарасате и Иоганна Себастьяна Баха, также была исполнена Беллом.
1. «Ladies in Lavender» (Joshua Bell) — 4:06
2. «Olga» (Joshua Bell) — 3:31
3. «Teaching Andrea» (Joshua Bell) — 2:53
4. «Fantasy for Violin and Orchestra» (Joshua Bell) — 3:40
5. «Méditation from Thaïs» by Jules Massenet (Joshua Bell) — 5:01
6. «Our Secret» (Joshua Bell) — 2:01
7. «On the Beach» (Royal Philharmonic Orchestra) — 2:33
8. «Introduction and Tarantella, Op. 43» by Pablo de Sarasate (Joshua Bell) — 5:16
9. «The Letter» (Joshua Bell) — 2:25
10. «Polish Dance — Zabawa Weselna» (Joshua Bell) — 2:41
11. «Stirrings» (Joshua Bell) — 1:50
12. «Potatoes» (Joshua Bell) — 1:49
13. «The Girl With Flaxen Hair» by Claude Debussy (Joshua Bell) — 2:33
14. «A Broken Heart» (Joshua Bell) — 3:33
15. «Two Sisters» (Royal Philharmonic Orchestra) — 2:22
16. «The Carnival of Venice» (Joshua Bell) — 9:20